# Будишинский мир
Будишинский мир (нем. Frieden von Bautzen, пол. Pokój w Budziszynie) — мирный договор, заключённый 30 января 1018 года в замке Ортенбург в Будишине (Германия) между польским князем Болеславом I Храбрым и германским императором Генрихом II; положил конец германо-польским войнам 1003—1018 годов, также закончил переговоры, начатые Генрихом с лужичанами в 1003 году.
По Будишинскому миру император уступал Польше Лужицы (Лужицкая марка, Лаузиц) и признавал власть польского князя над Моравией. Болеслав I в свою очередь отказывался от притязаний на Маркграфство Мейсен. Граница между Польшей и Священной Римской империей была установлена западнее реки Спревы (Шпре) и нижнего течения реки Одры (Одера).